# Luca Conti
Luca Conti (Firenze, 3 febbraio 1962) è un traduttore e giornalista italiano.

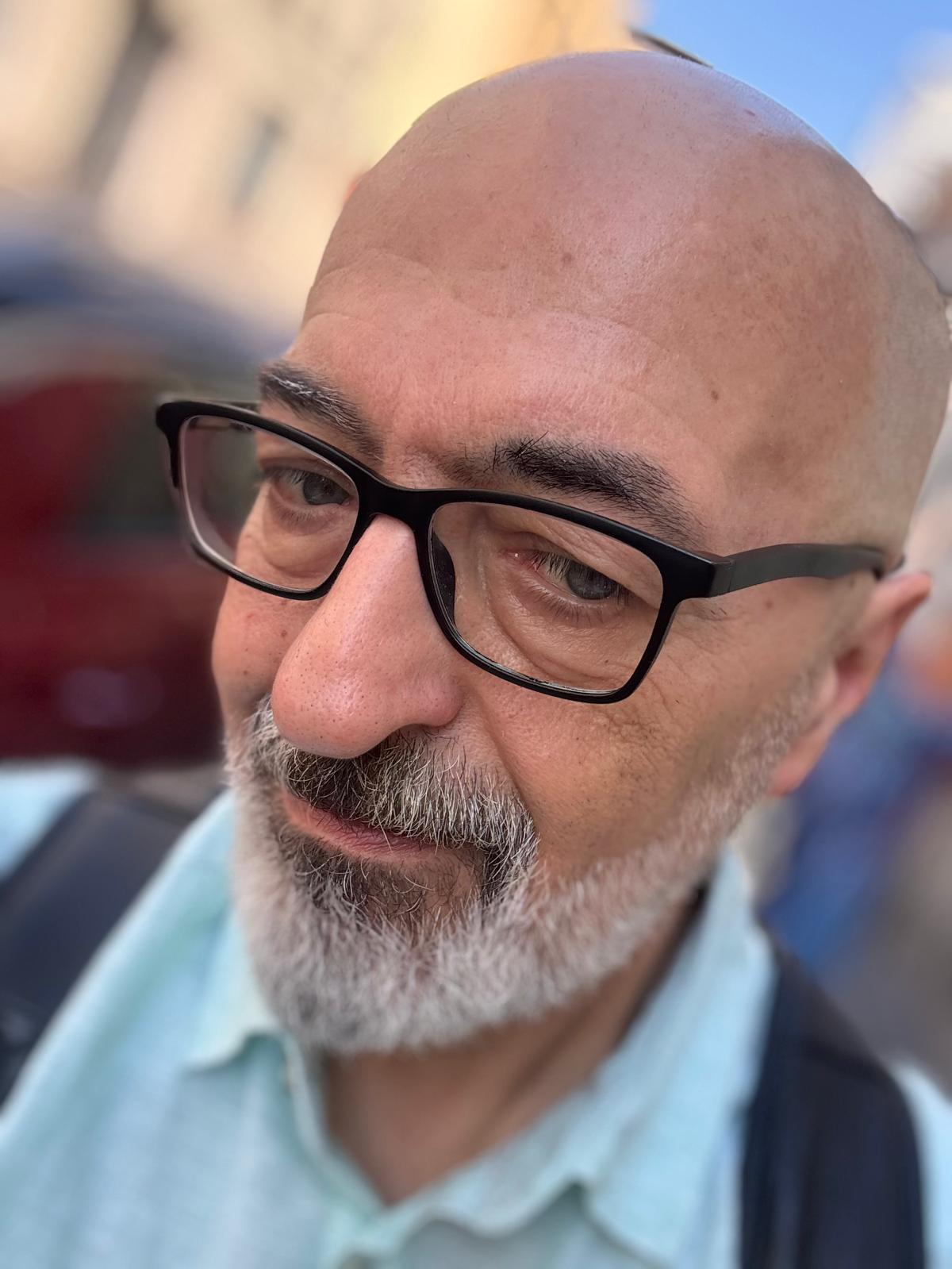
Direttore di Musica Jazz, giornalista e traduttore

Ha tradotto alcuni dei più significativi autori della letteratura contemporanea angloamericana come Joe R. Lansdale, Elmore Leonard, James Crumley, Mark Billingham, James Sallis, Don Winslow, Josh Bazell, James Lee Burke, Victor Gischler, Norman Mailer, Joseph Wambaugh e Charles Willeford, per gli editori Einaudi, Piemme, Fanucci, Neri Pozza e Marcos y Marcos.
Dal gennaio 2012 è direttore del mensile Musica Jazz, la principale testata italiana specializzata sul tema.